# 二条満基
二条 満基（にじょう みつもと）は、室町時代中期の公卿・歌人。関白・二条師嗣の子。官位は従一位・関白、左大臣。二条家8代当主。

## 経歴
応永5年（1398年）、3代将軍・足利義満の偏諱を受け名を道忠（みちただ）から満基と改名した。応永6年（1399年）4月に父が出家し隠退したため、家督を継いだ。
内大臣・関白・従一位と高位を歴任。応永15年（1408年）4月25日、元服する足利義嗣の加冠役を務めた（この時の官職は内大臣）。
応永17年（1410年）12月27日に薨去。享年28。家督は弟・持基が養子となって継いだ。実子の義快は6代将軍・足利義教の猶子となった。
歌人でもあり、『新続古今和歌集』に和歌一首が収められている。

## 官歴
※ 日付＝旧暦
- 明徳4年（1393年）、正五位下左近衛少将
- 応永元年（1394年）、従四位下、正四位下、従三位権中納言左近衛中将
- 応永2年（1395年）、正三位権大納言
- 応永3年（1396年）、従二位
- 応永6年（1399年）、正二位右近衛大将。左近衛大将
- 応永10年（1403年）、内大臣
- 応永13年（1406年）、左近衛大将辞職
- 応永16年（1409年）、左大臣、関白
- 応永31年（1410年）、従一位。12月27日、薨去。享年28。

## 系譜
- 父：二条師嗣
- 母：不詳
- 妻：不詳
- 生母不明の子女
  - 男子：義快 - 6代将軍・足利義教の猶子
  - 男子：成淳
- 養子
  - 男子：二条持基